# Vụ đánh bom thánh đường Chakwal 2009
Vụ đánh bom thánh đường Chakwal năm 2009 xảy ra tối Chủ Nhật, 5 tháng 4 năm 2009 tại Chakwal ở Penjab, thuộc Pakistan. Vụ nổ đã cướp đi mạng sống của 30 người, bằng chứng mới nhất cho thấy sự suy sụp an ninh ở Pakistan đã vượt khỏi vùng biên giới giáp Afghanistan, nơi các tay súng Taliban và al-Qaeda đang trỗi dậy. Thánh đường có cuộc tụ tập khi vụ nổ xảy ra và vụ tấn công diễn ra khi có cuộc hội họp tôn giáo.

## Bối cảnh
Mới trước đó, một thủ lĩnh Taliban ở Pakistan tuyên bố nhóm của ông ta đứng sau vụ đánh bom tự sát ngày 4/4 ở Islabamad và tuyên bố sẽ thực hiện hai vụ tấn công mỗi tuần ở đất nước này nếu như Mỹ không thôi nã tên lửa vào lãnh thổ Pakistan.
Hầu hết các vụ tấn công ở Pakistan xảy ra ở vùng tây bắc, nơi Taliban và al-Qaeda đang phát triển các căn cứ để từ đó lên kế hoạch tấn công quân đội Mỹ và Tổ chức Hiệp ước Bắc Đại Tây Dương dọc biên giới Afghanistan. Tuy nhiên, nhiều thành phố lớn của Pakistan cũng phải hứng chịu nhiều bạo lực.
Trước đó một tuần, một nhóm tay súng đã tập kích một học viện cảnh sát ở ngoại ô Lahore, nằm ở phía đông bắc Pakistan, tiếp giáp với biên giới Ấn Độ, làm 16 người chết. Cuối tháng 3 năm 2009 một kẻ ôm bom tự sát đã nổ tung mình tại một nhà thờ đông người gần biên giới Afghanistan, cướp đi sinh mạng của 48 người và làm bị thương khoảng 100 người khác.

## Diễn biến
Vụ đánh bom liều chết nhằm vào một thánh đường Shiite phía nam thủ đô Islamabad. Kẻ ôm bom tự sát đã kích hoạt thiết bị nổ ngay lối ra vào thánh đường ở thành phố Chakwal, tỉnh Penjab, cách Islabamad 80 km về phía nam - theo Nadeem Hasan Asif, một quan chức an ninh cấp cao ở tỉnh này. Có 30 người đã thiệt mạng và hàng chục người khác bị thương.
Một nhóm ít được biết tới được tin là có liên quan tới mạng lưới Taliban ở Pakistan đã đứng ra nhận trách nhiệm. Pakistan còn có lịch sử bạo lực giáo phái, liên quan tới các phần tử cực đoan Sunni nhắm tới người Shī'ah thiểu số.
Máu lênh láng trước cửa nhà thờ còn các mảnh quần áo và giày giép văng khắp nơi. Một xe ôtô và bốn xe máy bị hư hại. 
Một nhân chứng tên là Farid Ali nói anh đang rời khỏi nhà thờ thì cảm thấy vụ nổ ở sau lưng. "Tôi thấy người chết nằm la liệt. Máu me ở khắp mọi nơi".

## Phản ứng
Thủ tướng Yousuf Raza Gilani lên án vụ tấn công và yêu cầu các nhà chức trách "đưa thủ phạm ra trước công lý". Tuy nhiên, những lời phát biểu kiểu như thế này đã trở nên quá quen thuộc ở Pakistan.